# Beurre Maître d'Hôtel

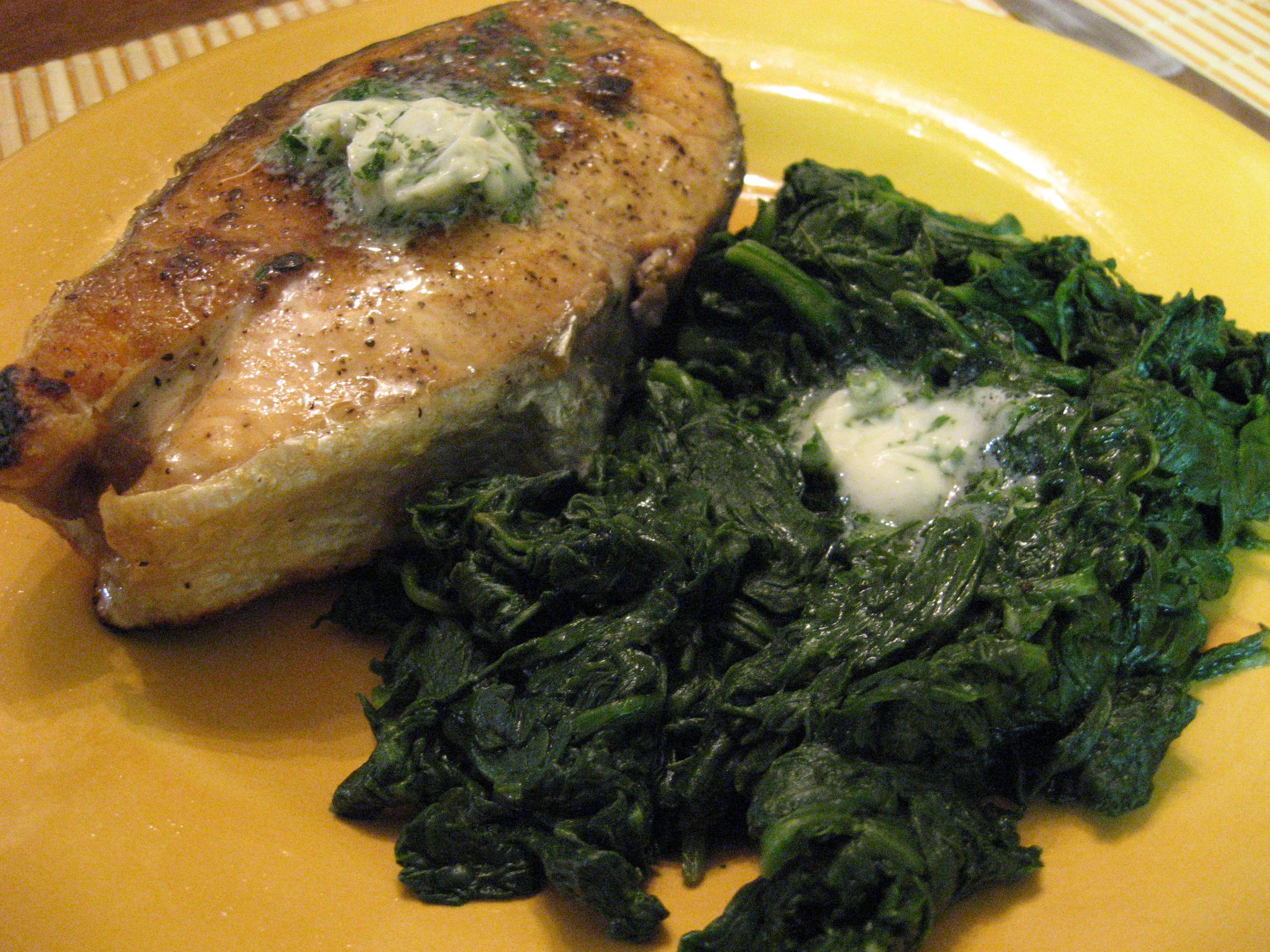
Bít tết cá hồi với beurre maître d'hôtel, ăn kèm với rau bó xôi

Beurre maître d'hôtel, còn được gọi là bơ maître d'hôtel, là một loại bơ hỗn hợp (tiếng Pháp:"beurre composé") có nguồn gốc từ Pháp, được chế biến với bơ, mùi tây, nước cốt chanh, muối và tiêu. Đây là một loại bơ mặn được sử dụng trên các loại thịt như bít tết (bao gồm cả nước sốt cho bít tết Chateaubriand), cá, rau và các loại thực phẩm khác. Loại bơ này có thể được sử dụng thay cho nước sốt và có thể làm tăng hương vị của món ăn. Bơ hỗn hợp này thường được cắt lát trong nhiệt độ đông lạnh và phục vụ trên các món ăn, và đôi khi được phục vụ như một loại gia vị phụ. Ngoài vị mặn, bơ hỗn hợp này còn có thể được làm ngọt hơn.

## Từ nguyên
Tên của beurre maître d'hôtel bắt nguồn từ cách mà món ăn này thường được chuẩn bị bởi một maître d'hôtel (dịch tiếng Pháp: Bồi bàn trưởng) của một nhà hàng tại bàn của thực khách. Ngoài ra tên này còn được gọi là bơ maître d'hôtel.

## Chuẩn bị
Beurre maître d'hôtel là một loại bơ mặn, bơ hỗn hợp được chế biến bằng cách trộn bơ đã được làm mềm với mùi tây băm nhuyễn, nước cốt chanh, muối và tiêu. Tiếp theo, loại bơ hỗn hợp này sử dụng tỷ lệ khoảng 1,5 muỗng canh mùi tây với 2 ounce bơ. Các thành phần bổ sung để làm bơ có thể bao gồm hẹ tây và sốt Worcestershire. Giấm đôi khi có thể được sử dụng, nhưng chỉ hiếm khi. Ớt cayenne cũng được sử dụng trong loại bơ hỗn hợp này. Sau khi trộn xong các nguyên liệu và thành phần vào bơ, loại bơ này thường được cuộn trong giấy da hoặc bọc nhựa và ướp lạnh để cứng bơ lại.

## Sử dụng
Beurre maître d'hôtel thường được cắt lát trong nhiệt độ đông lạnh và phục vụ trên các món ăn, và đôi khi được phục vụ như một loại gia vị phụ. Loại bơ này thường được sử dụng trên các loại thịt nướng như bít tết và cá, và cả trên trứng, rau, khoai tây và bánh mì.    Một số biến thể của loại bơ này đã tồn tại, ví dụ như beurre maître d'hôtel phiên bản ngọt với thành phần làm bơ có cho thêm đường, loại bơ này có thể được sử dụng trong các món ăn như bánh kếp.  Beurre maître d'hôtel còn có thể được sử dụng thay cho nước sốt,  và một lượng nhỏ của bơ vẫn có thể làm tăng hương vị của món ăn.

### Trong sốt Chateaubriand
Beurre maître d'hôtel cũng được sử dụng như một nguyên liệu để chế biến sốt Chateaubriand. Loại bơ này được sử dụng trong giai đoạn cuối của quá trình chuẩn bị sốt Chateaubriand. Theo đó, sau khi nước sốt đã cô đặc, nước sốt sẽ được hoàn thành với beurre maître d'hôtel. Ngải giấm cắt nhỏ cũng có thể được thêm vào nước sốt trong bước chuẩn bị cuối cùng này.